# ماكان ديوماسي
ماكان ديوماسي (بالفرنسية: Makan Dioumassi)‏ مواليد 21 يوليو 1972 في باريس، هو لاعب كرة سلة فرنسي. بدأ مسيرته الاحترافية في سنة 1992. يبلغ طوله 6 قدم 3 بوصة (1.9 م). مثّل منتخب بلاده. شارك في دورة الألعاب الأولمبية الصيفية سنة 2000. اعتزل اللعب في 2008.

## المسيرة الاحترافية
لعب مع لو مان سارت باسكت في الدوري الفرنسي من سنة 1997 إلى 2000، ثم لعب مع نادي إشبيلية لكرة السلة في الدوري الإسباني في موسم 2001–2002، ثم لعب مع أسفيل باسكت في الدوري الفرنسي من سنة 2003 إلى 2006.

## الميداليات
| الميدالية | المسابقة                       |
| --------- | ------------------------------ |
| فضية      | الألعاب الأولمبية الصيفية 2000 |

## روابط خارجية
- ماكان ديوماسي على موقع الاتحاد الدولي لكرة السلة (الإنجليزية)
- ماكان ديوماسي على موقع الدوري الإسباني لكرة السلة (الإسبانية)
- ماكان ديوماسي على موقع كرة السلة الأوروبية.كوم (الإنجليزية)
- ماكان ديوماسي على موقع ريلجم (الإنجليزية)
- ماكان ديوماسي على موقع بروبوليرز (الإنجليزية)
- ماكان ديوماسي على موقع سبورتس رفرنس (الإنجليزية)
- ماكان ديوماسي على موقع أوليمبيديا (الإنجليزية)